# والابی صخره پهلوسیاه
والابی صخره پهلوسیاه (نام علمی: Petrogale lateralis) گونه‌ای کیسه‌دار عضو سرده صخره‌راسوها از تیره درازپایان است که در مرکز استرالیا زندگی می‌کند. والابی صخره پهلوسیاه همچون دیگر والابی‌ها شب‌زی و گیاه‌خوار است. به دلیل سیاه بودن کناره‌های بدن این جانور بدان نام پهلوسیاه داده شده است.
والابی صخره پهلوسیاه برای نخستین بار توسط جان گولد در ۱۸۴۲ نام‌گذاری شد.